# Scarlet (banda)
Scarlet fue un dúo vocal británico original de Kingston upon Hull, Yorkshire, Inglaterra. La banda estuvo integrada por Cheryl Parker (voz y guitarra) y Jo Youle (pianista, tecladista y voz). La formación original contó inicialmente con un tercer miembro, Joanna Fox (flautista y voz), pero esta abandonó el grupo poco antes de alcanzar el éxito.

## Carrera
Parker, Youle y Fox se conocieron cuando cursaban secundaria en Hull, donde formaron su primer grupo a finales de los 80. En 1991 se mudaron a Londres donde al poco tiempo firmaron un contrato con Chrysalis Music. En 1992, ficharon por la compañía discográfica independiente Haven Records y publicaron sus primeros sencillos: "Piccadilly In The Rain (I'll Be There)" y "Shine On Me Now", sin que ninguno de ellos alcanzara a entrar en listas de éxitos.
En 1993 firmaron por WEA y comenzaron a grabar su primer álbum. El primer sencillo "I Really Like The Idea" fue publicado en 1994 con escaso éxito. Es en este momento cuando Joanna Fox decide abandonar la banda, por lo que Parker y Youle continúan su carrera como dúo.
El siguiente sencillo, "Independent Love Song", fue publicado a finales de 1994, convirtiéndose en su mayor éxito y alcanzando el puesto número 12 de las listas de éxitos británicas en enero de 1995. Este éxito precedió al lanzamiento de su álbum debut, Naked, publicado en febrero de 1995, y que alcanzó el puesto 53 de las listas de ventas. A pesar de que Joanna Fox ya no formaba parte oficialmente de la banda, fue incluida como corista en los créditos del disco.
El siguiente sencillo de la banda fue "I Wanna Be Free (To Be With Him)", que alcanzó el puesto 21 de las listas de éxitos británicas, seguido de "Love Hangover" que llegó al 54.
En 1996, Scarlet publicó un nuevo sencillo "Bad Girl", con escaso éxito. Su segundo álbum Chemistry, pasó desapercibido, no llegando a entrar en listas. Por este motivo el sello WEA rompió su contrato con la banda, y el dúo acabó por separarse.
El tema "Independent Love Song" formó parte de la banda sonora de la película Bed of Roses, protagonizada por Mary Stuart Masterson y Christian Slater en 1996.

## Discografía

### Álbumes
- Naked - #53 UK (1995)
- Chemistry (1996)

### Sencillos[4]
- "Piccadilly in the Rain (I'll Be There)" (1992)
- "Shine On Me Now" (1992)
- "I Really Like the Idea" (1994)
- "Independent Love Song" - #12 UK (1995)
- "I Wanna Be Free (To Be With Him)" - #21 UK (1995)
- "Love Hangover" - #54 UK (1995)
- "Bad Girl" - #54 UK (1996)